# Otigoniolejeunea reducta
Otigoniolejeunea reducta là một loài Rêu trong họ Lejeuneaceae. Loài này được S. Winkl. mô tả khoa học đầu tiên năm 1976.